# Ý
Ý, ý (Y с акутом) — буква расширенной латиницы, используемая в исландском, фарерском, туркменском, древнеисландском, валлийском, чешском, словацком языках. Представляет собой модификацию буквы Y с добавлением акута.

## Использование
- В чешском алфавите буква Ý стоит 40-й по счёту.
- В словацком алфавите буква Ý является 44-й буквой алфавита.
- В исландском языке обозначает долгий гласный звук «и», в чешском и словацком — долгий «ы» (однако не отличается от Í), в туркменском — [j] или [ʝ] (в отличие от обычного Y, который произносится как [ɯ]).
- Во вьетнамской письменности передаёт звук [i] с восходящим тоном. Обозначает также слово «Италия» — сокращение от Ý Đại Lợi, что произошло от кит. 意大利 (Yìdàlì в мандарине).
- Буква использовалась в средневековом испанском языке, однако сейчас не используется. Она сохранилась в названии испанской деревни Айна — Aýna.
- В версии казахской латиницы от 19 февраля 2018 года обозначала звук [w] и соответствует букве У в кириллице[1].